# PostNL
PostNL — современный официальный национальный оператор почтовой связи в Нидерландах. До 2011 года компания называлась TNT N.V., внутри которой за почтовые операции отвечала компания TNT Post.

## Описание
Компания занимается операциями по оказанию почтовых услуг, доставкой посылок и электронной коммерцией в Нидерландах, Германии, Италии и Великобритании. Перечислена в качестве публичной компании на Амстердамской фондовой бирже. Активы компании на конец 2010 года составляли €8,137 млрд, а общий капитал — €2,443 млрд.

## История
Ранее компания была дочерним подразделением TNT N.V. и стала самостоятельной после разъединения последней в мае 2011 года. Как было решено на общем собрании акционеров 25 мая 2011 года, PostNL N.V. — это новое название TNT N.V. после отпочкования от компании её дочернего предприятия TNT Express.
По завершении разъединения PostNL сохранила за собой 29,9 % активов TNT Express. Петер Баккер (Peter Bakker), главный исполнительный директор TNT с 2001 года, сложил с себя свои обязанности в конце мая 2011 года, а на должность CEO новой компании PostNL заступил Гарри Коорстра (Harry Koorstra).